# Blauwe Molen (West-Vlaanderen)
De Blauwe Molen of Beeuwsaertmolen is een staakmolen in Bikschote, een deelgemeente van Langemark-Poelkapelle in West-Vlaanderen.

## Geschiedenis
De oorspronkelijke molen werd in 1635 gebouwd in opdracht van de heren van Bikschote. Deze molen brandde in 1830 af, vermoedelijk als gevolg van blikseminslag. Hetzelfde jaar werd hij herbouwd. De tweede Blauwe Molen werd tijdens de Eerste Wereldoorlog in 1915 vernield. In 1922 werd de derde Blauwe Molen opgebouwd uit de restanten van twee andere molens: de Leenhoudersmolen uit Roesbrugge en de Blanckaertmolen uit Leisele. In de jaren dertig van de twintigste eeuw werd een mechanische maalderij opgericht. De aandrijving geschiedde met een stationaire motor op een zware brandstof. In 1966 werd de Blauwe Molen gerestaureerd, maar hij raakte steeds verder in verval en in 1976 werd hij tijdens een storm zwaar beschadigd. Herstel liet tot 2001 op zich wachten.
De Blauwe Molen is na een restauratie van negen jaar op 18 mei 2010 opnieuw van een gevlucht voorzien.
- Inventaris van het Bouwkundig Erfgoed (Vlaanderen): 44122